# Distretto di Tambo (Ayacucho)
Il distretto di Tambo è uno degli otto  distretti della provincia di La Mar, in Perù. Si trova nella regione di Ayacucho e si estende su una superficie di 335,18 chilometri quadrati.

Ha per capitale la città di Tambo e contava 17.596 abitanti nel censimento 2005.